# La Spezia
Pour les articles homonymes, voir Spezia.
La Spezia (ligure : A Spèza et français : L’Épice) est une ville italienne d'environ 93 000 habitants, chef-lieu de la province du même nom en Ligurie. La ville abrite un port important qui borde la mer Ligure.

## Géographie

### Situation
La ville se trouve entre Gênes et Pise, au bord d'un petit golfe à l'extrémité sud de la côte montagneuse de Ligurie, elle regarde vers le sud et la Toscane. Elle est un important port marchand, qui comprend aussi l'Arsenal de la Marine Militaire dans une importante base de la marine italienne, un musée naval et de nombreux chantiers navals.
Le golfe de La Spezia, appelé aussi golfe des Poètes, et la zone littorale proche sont d'un grand attrait touristique avec les Cinque Terre, cinq villages classés au patrimoine de l'humanité par l'UNESCO. La côte sud dispose de plages de sable qui lui ont permis un développement touristique important.

### Hameaux
Biassa, Campiglia, La Foce, Pitelli, San Venerio, Sarbia, Tramonti

### Communes limitrophes
Arcola, Follo, Lerici, Porto Venere, Riccò del Golfo di Spezia, Riomaggiore, Vezzano Ligure, Sarzana

## Histoire
- Histoire de La Spezia (it)

### Antiquité
En -177 est créée la colonie romaine de Luna.

### Temps modernes
Un établissement pénitentiaire a existé de 1808 à 1814,,. C'était le premier bagne en Italie.
La Spezia accueille en 1865 le Congrès international d'anthropologie et d'archéologie préhistoriques. C'est à cette occasion que le terme « paléoethnologie » apparaît afin de désigner l'archéologie préhistorique, estimé trop long. Les Italiens, selon Gabriel de Mortillet, l'auront même abrégé en « palethnologie ».
En 1869 est inauguré l'arsenal militaire maritime. Le port de La Spezia fut au cours de la Seconde Guerre mondiale la grande base navale de la péninsule, avec Tarente. Partant de La Spezia, à l'ouest, la Ligne gothique — dernière grande position défensive allemande en Italie — d'une importance vitale pour la Wehrmacht, s'étendait sur la bordure nord des Apennins jusqu'à Pesaro sur l'Adriatique. L'arsenal fut plusieurs fois bombardé par des avions.
La ville de La Spezia a obtenu la médaille d'Or du Service civil.[Quand ?][réf. nécessaire]
Percy Bysshe Shelley, poète britannique (mari de Mary Shelley, l'auteur de Frankenstein et amie de Lord Byron), habita dans la région et périt en mer en 1822 lors d'une traversée du golfe.

## Caractéristiques du port

### Historique du port
La ville de La Spezia doit son développement économique à la construction de l'Arsenal militaire au cours du XIXe siècle. La base navale, qui est encore aujourd'hui une des plus importantes d'Italie, a transformé la ville de bourg de pêche en chef-lieu de province, siège de diverses industries parmi lesquelles OTO Melara, Fincantieri et les Chantiers navals du Muggiano.
Les transferts progressifs d'activités de la Marina militare vers la base de Tarente, initiés pendant les années 1980, ont généré une période critique pour l'économie spezzine.
Depuis, de nombreuses initiatives ont vu le jour afin de favoriser une nouvelle croissance économique. Les zones qui n'étaient plus consacrées aux activités militaires ont été progressivement converties en zones d'activités civiles, en particulier dans le domaine du commerce maritime.

### Caractéristiques physiques

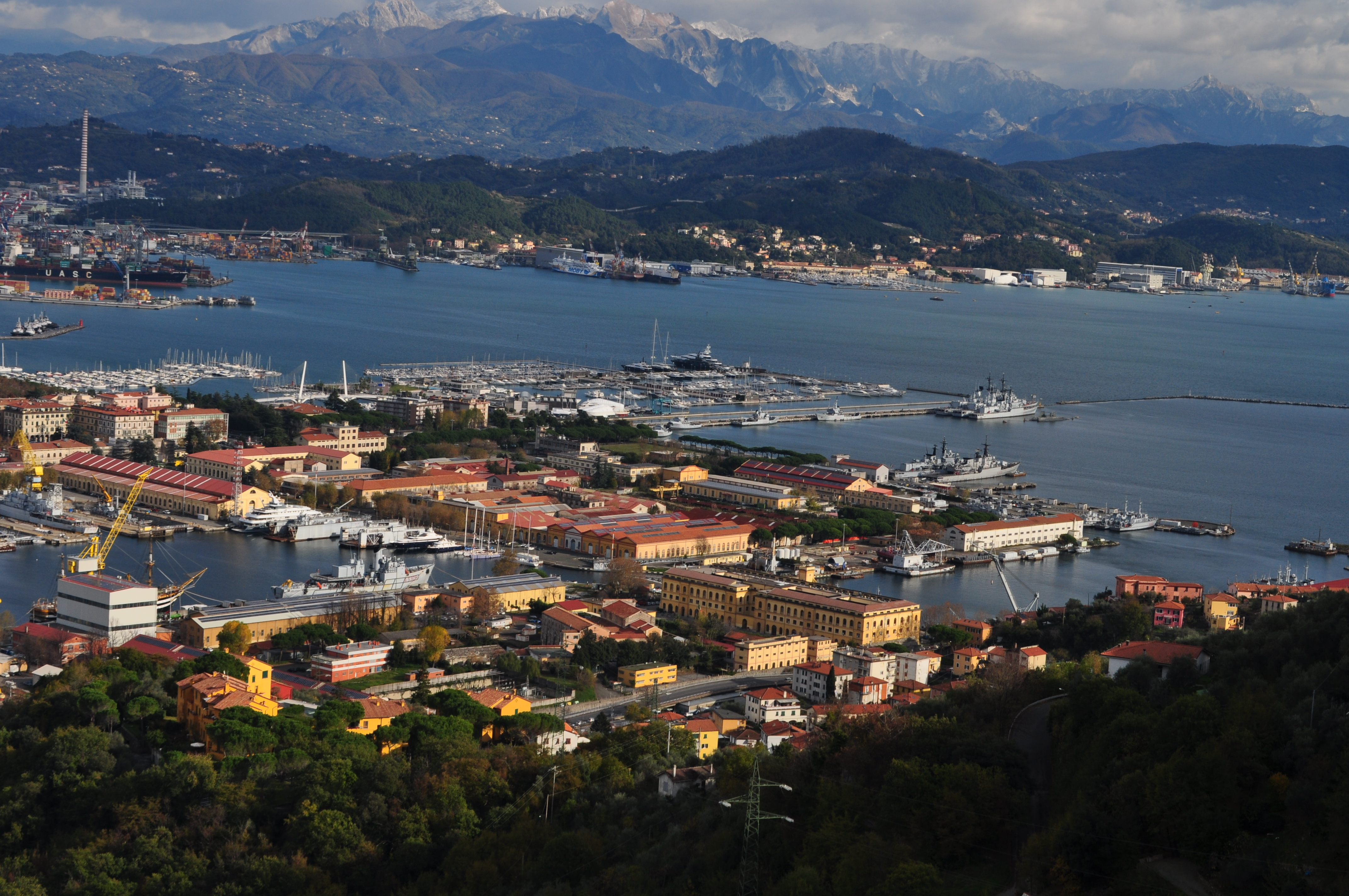
Le port de La Spezia en 2015.

Le port de La Spezia se situe au centre d'un arc côtier qui va de Gênes à Livourne et dessert les marchés de la plaine du Pô, de la Suisse, de l'Autriche et de la Bavière.
Au fond d'une rade de 150 hectares, protégé par une digue extérieure d'environ 2 210 m, le port de La Spezia dispose de plus de 5 km de quai, de 575 000 m2 de superficie de stockage, ainsi que d'un réseau ferré de 3 500 m.
Le tirant d'eau maximal est de 14 m, ce qui permet l'accostage de porte-conteneurs de dernière génération. Les opérations de dragage en cours amèneront le tirant d'eau à 15 m.
Les terminaux sont dotés de grues d'une capacité de levage de 100 t et d'entrepôts couverts de 1 300 m2. Le port comprend des équipements spécialisés : deux terminaux porte-conteneurs, un terminal de cargaison générique, un terminal de charbon en vrac, deux terminaux pour produits pétroliers, un terminal pour le gaz de pétrole liquéfié et deux terminaux de ciment en vrac.
Au niveau européen, le port de La Spezia se situe parmi les premiers au point de vue du transport intermodal et est le premier en ce qui concerne le transport ferroviaire. Plusieurs dessertes hebdomadaires assurent la connexion de La Spezia aux terminaux multimodaux du nord et du centre de l'Italie. Environ 50 lignes maritimes y transitent régulièrement et le relient à plus de 200 ports dans le monde.
Relié au réseau autoroutier et ferroviaire, le port de La Spezia se trouve au croisement de la route reliant la mer Tyrrhénienne et le Brenner et de celle qui longe la côte tyrrhénienne, ce qui lui confère une position centrale par rapport aux zones de production et de consommation du nord de l'Italie.
L'aéroport international Galileo Galilei de Pise se trouve à 80 km du port.

### Caractéristiques géographiques

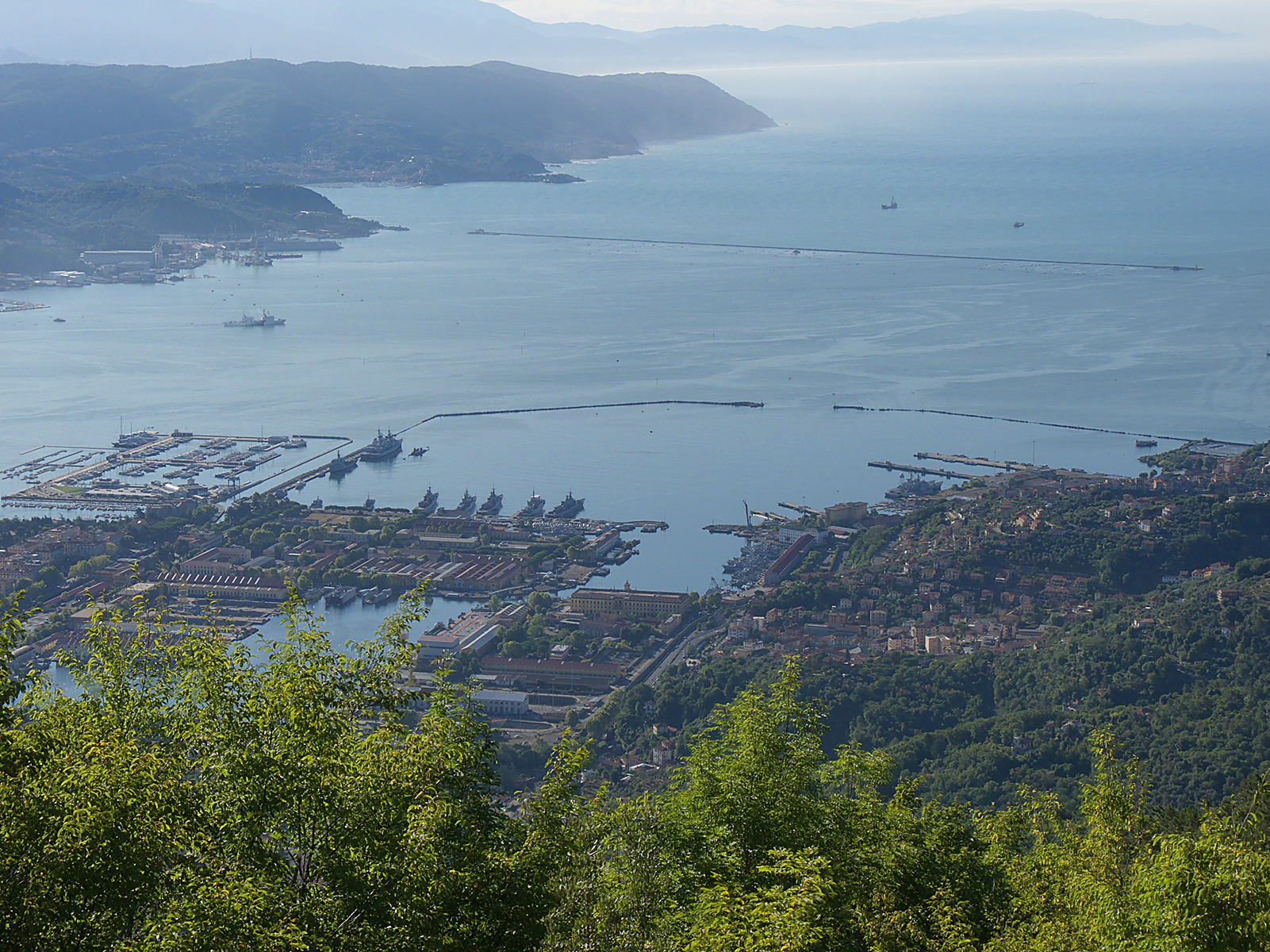
Vue panoramique de l'ensemble du port (2011). La digue extérieure est visible au second plan.

Sa position particulière à l'extrémité d'un golfe profond, riche de nombreuses anses, et orienté selon un axe nord-ouest/sud-est lui confère un caractère de port naturel. Le port de La Spezia marque l'extrémité nord de la mer Tyrrhénienne.
Protégé par une chaîne de montagne en périphérie, exposé uniquement au sirocco et à la tramontane, le port est naturellement protégé des vents violents du Libeccio par le promontoire de Porto Venere et les îles Palmaria et Tino.
L'embouchure du golfe est protégée par une digue extérieure qui confère à la rade une tranquillité permettant le déroulement des manœuvres d'accostage, d'amarrage, de chargement et de déchargement en parfaite sécurité en toute saison.
La digue, d'une longueur de 2 210 m, va de la pointe Santa Maria, à l'ouest, à la pointe Santa Teresa, à l'est, laissant aux deux extrémités des ouvertures de 400 m (à l'ouest) et 200 m (à l'est) pour permettre le passage des navires marchands et militaires.
D'une profondeur de 4,6 km et pour une largeur moyenne de 3,2 km, la rade est une surface d'eau calme de 14,7 km2 pour l'ancrage sécurisé des navires.

### Maires

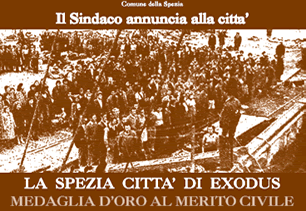
Affiche célébrant la « médaille d'Or du Service civil » obtenue par la ville de La Spezia pour son rôle au cours de l'exode pendant la Seconde Guerre mondiale.

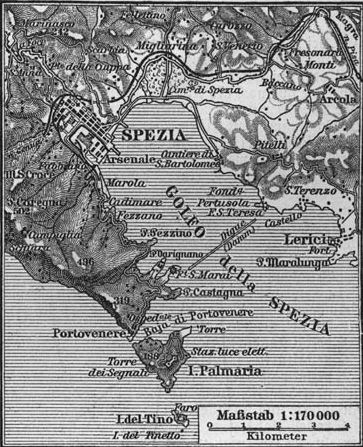
Le golfe de La Spezia en 1885.

## Politique et administration

### Évolution démographique
Habitants recensés

## Lieux et monuments
- Musée national des Transports de La Spezia.
- Musée des Radio-amateurs et Télécommunications  de Guglielmo Marconi à aujourd'hui. Via Fontevivo 52[6].

## Personnalités liées à La Spezia
- Giulio Cappelli (1911-1995), footballeur et entraîneur italien de football.
- Prospero De Nobili (1858-1945), marquis et député italien.
- Rino De Nobili (1889-1947), fils du précédent, député et ambassadeur italien.
- Giacomo Doria (1840-1913), naturaliste.
- Gian Paolo Dulbecco (né en 1941), peintre.
- Ketty La Rocca (1938-1976), artiste féministe d'avant-garde.
- Maurizio Maggiani (né en 1951), écrivain.
- Enrico Oldoini (1946-2023), scénariste et réalisateur italien.
- Massimiliano Oldoini (né en 1969), entraîneur italien de basket-ball.
- Virginia Oldoini (1837-1899), comtesse de Castiglione.
- Alessandro Petacchi (né en 1974), coureur cycliste italien.
- Arrigo Petacco (1929-2018), écrivain.
- Gaetano Pesce (1939-2024), architecte.
- Andrea Raggi (1984-), footballeur italien.
- Giacinto Scelsi (1905-1988), compositeur.
- Riccardo Petrella (1941-), économiste, politologue.
- Marco Formentini (1930-2021), homme politique italien.
- Alexia (Alessia Aquilani) (1967-), chanteuse.

## Jumelages
- Bayreuth (Allemagne).
- Toulon (France) depuis le 25 octobre 1958.